# Livre associação (conceito)
Nas acepções anarquista e comunista, livre associação (também chamada livre associação dos produtores ou, como Marx frequentemente chamava, comunidade dos indivíduos livremente associados) é um modo de relação entre indivíduos em que não há nenhum Estado, classe social ou autoridade, numa sociedade que teria abolido a propriedade privada dos meios de produção. Suprimida a propriedade privada, os indivíduos não são mais privados de acesso aos meios de produção e, por isso, podem se associar livremente (isto é, sem coação social) para produzirem e reproduzirem suas próprias condições de existência e satisfazerem suas necessidades e desejos.
O conceito de "livre associação", porém, torna-se mais claro em relação ao conceito de proletariado. O proletário é o indivíduo que não tem propriedade de nenhum meio de produção e que, portanto, para sobreviver, vende a única coisa que ainda possui, as suas aptidões e habilidades (força de trabalho), àqueles que detêm a propriedade privada dos meios de produção, em troca do salário. A existência de indivíduos privados de propriedade, privados de meios de vida, permite que os proprietários (ou capitalistas) encontrem, no mercado, um objeto de consumo que age e pensa (as aptidões e habilidades humanas), que eles consomem para aumentar seu capital em troca do salário que mantém a sobrevivência dos proletários.
A relação entre proletários e proprietários dos meios de produção é, com isso, uma associação forçada, em que o proletário é livre apenas para vender sua força de trabalho, se quiser sobreviver. Ao vender sua capacidade produtiva em troca do salário que lhe garanta a sobrevivência, o proletário coloca sua própria atividade prática sob a vontade do comprador (o proprietário), tornando-se alienado de seus próprios atos e dos produtos dele, numa relação de dominação e exploração. A livre associação seria, então, a sociedade que o proletariado criaria se ele conseguisse suprimir a propriedade privada para dispor livremente dos meios de produção, o que acarretaria o fim da sociedade de classes, ou seja, não mais existiria proprietários nem proletários e tampouco Estado, mas apenas indivíduos livremente associados.
A abolição da propriedade privada e do Estado por uma livre associação dos produtores é o objetivo original dos comunistas e anarquistas: identifica-se com a anarquia e o comunismo propriamente ditos. No entanto, a evolução das diferentes tendências levaram algumas delas a praticamente abandonarem esse objetivo ou a colocarem-no em último plano, enquanto outras tendências o mantêm e consideram a livre associação como algo que deve nortear a atividade prática de contestação do status quo.

## Anarquismo
Os anarquistas defendem que a livre associação deve ser desde já a forma de luta imediata do proletariado por uma nova sociedade e contra a classe dominante. Por isso, eles pregam uma revolução social que abole imediatamente o Estado, a propriedade privada e as classes. Eles identificam o Estado como o principal mantenedor da propriedade privada (através do aparato repressivo: polícia, justiça), sendo a abolição do Estado o seu principal alvo. Há uma diferença entre anarquistas coletivistas e anarquistas comunistas: os anarquistas coletivistas (Mikail Bakunin, por exemplo) defendem que a livre associação deve funcionar conforme a máxima "para cada um conforme seu trabalho". Já os anarcocomunistas (tais como Piotr Kropotkin, Carlo Cafiero e Errico Malatesta) defendem que a livre associação deve funcionar conforme a máxima "de cada um conforme suas possibilidades, para cada um de acordo com suas necessidades".
Os anarcocomunistas argumentam contra os coletivistas que uma remuneração conforme o trabalho executado exigiria que os indivíduos associados fossem submetidos a uma instância acima deles que comparasse os diversos trabalhos para poder remunerá-los e que essa instância seria necessariamente um Estado ou uma classe dominante, que traria de volta inclusive a escravidão assalariada, ou seja, tudo aquilo que eles combatem. Argumentam também que, se um trabalho qualquer é feito, ele é necessário e importante, não havendo aspecto quantitativo a comparar, e que tudo o que é produzido envolve como algo essencial a contribuição de todas as gerações passadas e dos contemporâneos em seu conjunto, não havendo, consequentemente, critério justo nem correto para compará-lo com outro e medi-lo para retribuir a cada um a sua parte. Para os anarcocomunistas, portanto, a livre associação só se torna possível mediante a abolição do dinheiro e do mercado, juntamente com a supressão do Estado.

## Marxismo
Os socialistas e comunistas marxistas diferem dos anarquistas por afirmarem que deve haver uma fase intermediária entre a sociedade capitalista e a livre associação. Mas há grandes diferenças entre as várias vertentes marxistas. Sobre essa fase de transição, a própria posição de Karl Marx variou desde a ideia de "expansão dos meios de produção apropriados pelo Estado" até a clara afirmação de que a maquinaria do Estado não pode ser tomada pelos trabalhadores, mas destruída. Por isso, os textos de Marx deram origem a três vertentes básicas: social-democracia, leninismo e comunismo de conselhos.
A social-democracia (Eduard Bernstein e Karl Kautsky, por exemplo) defende que o advento da livre associação virá gradualmente através de reformas feitas por representantes políticos eleitos num Estado democrático. Os leninistas (tais como Lenin e Trotsky) defendem que ela virá só depois de reformas que eles mesmos fizerem após tomarem o poder mediante um golpe de Estado, numa revolução política. O conteúdo dessas reformas, tanto para a social-democracia quanto para o leninismo, seria a transferência da propriedade privada para as mãos do Estado, que manteria o restante da sociedade privado de acesso aos meios de produção, tal como no capitalismo, mas seria usado para combater a burguesia e dirigir a sociedade no sentido da livre associação.
Os comunistas de conselhos (por exemplo, Anton Pannekoek, Otto Rühle e Herman Gorter) afirmam que o Estado não pode ser dirigido no sentido da livre associação porque ele só pode agir dentro das categorias da própria sociedade capitalista, levando no máximo a um capitalismo estatal (ou seja, um capitalismo em que a propriedade privada é do Estado) que buscaria se manter indefinidamente, e nunca levaria à livre associação. Os comunistas de conselhos afirmam que a livre associação só pode ser alcançada mediante a ação direta dos próprios proletários, que devem constituir conselhos operários (que funcionam sob democracia direta) para tomar os meios de produção e abolir o Estado numa revolução social.

### Descrição de Marx sobre a livre associação
Para Marx, a livre associação (isto é, o comunismo) será uma sociedade sem Estado(ou seja, sem polícia e nem corpo armado separado da população.) e sem fronteiras nacionais O trabalho será abolido, pois, uma vez que os homens não são mais separados de suas condições de existência (os meios de vida, de produção) pela propriedade privada, eles encontram, na atividade produtiva, não um constrangimento econômico, mas a própria realização de seus desejos físicos e intelectuais. Assim, diz ele, "a sociedade comunista [...] me possibilita fazer hoje uma coisa, amanhã outra, caçar na manhã, pescar à tarde, pastorear à noite, fazer crítica depois da refeição, e tudo isto a meu bel-prazer, sem por isso me tornar exclusivamente caçador, pescador ou crítico."

Podemos concluir de todo o desenvolvimento histórico até aos nossos dias que as relações coletivas em que entram os indivíduos de uma classe, e que sempre foram condicionadas pelos seus interesses comuns relativamente a terceiros, constituíam sempre uma comunidade que englobava esses indivíduos unicamente enquanto indivíduos médios, na medida em que viviam nas condições de vida da mesma classe; trata-se portanto de relações em que eles não participam enquanto indivíduos, mas sim enquanto membros de uma classe. Por outro lado, na comunidade dos proletários revolucionários que põem sob o seu controle todas as suas condições de existência produz-se o inverso: os indivíduos participam enquanto indivíduos.(...). O comunismo distingue-se de todos os movimentos que o precederam pelo fato de (...), pela primeira vez, tratar as condições naturais prévias como criações dos homens que nos antecederam, despojando-as da sua aparência natural e submetendo-as ao poder dos indivíduos associados. O organismo que proclama é, por isso mesmo, essencialmente econômico: é a criação material das condições dessa associação; transforma as condições existentes nas condições dessa associação. O estado de coisas assim criado constitui precisamente a base real que torna impossível tudo o que existe independentemente dos indivíduos.

Karl Marx (A Ideologia Alemã, 1846)
Do mesmo modo que não haverá mais essa forma abstrata da atividade humana que se chama "trabalho", mas sim uma multiplicidade de manifestações humanas singulares, também os produtos dessas múltiplas atividades não mais poderão assumir a forma abstrata que os torna equivalentes entre si que se chama "mercadoria" (por exemplo, não fará mais sentido abstrair uma caixa de fósforos e uma banana e dizer que uma caixa de fósforos é equivalente a dez bananas, isto é, tanto o escambo quanto o dinheiro desaparecerão), porque cada produto, ao ser produzido pelos indivíduos em livre associação com outros, também será singular, e a quantidade de sacrifício, de esforço, de trabalho para produzi-lo (base quantitativa que dá, à mercadoria, seu valor de troca e dirige e constrange toda atividade na sociedade capitalista como meio de aumentar incessantemente o valor de troca, o lucro) não motivará ninguém a produzir algo, mas sim sua utilidade, necessidade, prazer e autorrealização (o esforço sendo apenas um aspecto entre outros, nunca o aspecto determinante da motivação).
Marx afirma que o problema de estabelecer a livre associação não é puro fruto da imaginação utópicaː ele não acredita que um desejo, uma ideia, um ideal (quaisquer que sejam) exista de forma independente da realidade material vivida de fato na sociedade atual. Ele diz: "a humanidade só se coloca problemas que ela pode resolver, pois se considerarmos as coisas mais de perto, se chegará sempre à conclusão que o problema só é proposto onde as condições materiais necessárias à sua solução já existem, ou, pelo menos, estão em vias de aparecimento".
Desenvolvendo essa ideia de que o problema de estabelecer a sociedade comunista surge de forma imanente e espontânea nas próprias condições materiais da sociedade capitalista, Marx analisa a tendência sempre retomada do capital de (com a finalidade de aumentar a mais-valia, o lucro) reduzir ao mínimo o trabalho humano necessário à produção das mercadorias através de máquinas cada vez mais aprimoradas (por exemplo, a automação). Ele chega à conclusão de que chegará um momento em que a medida do valor das mercadorias, o trabalho, se tornará insignificante e o que ele chama de "os poderes gerais do intelecto humano" se tornarão o fator determinante, levando o capital à sua mais extrema autocontradição:
| “ | Desde que o trabalho, na sua forma imediata, deixou de ser a grande fonte da riqueza, o tempo de trabalho deixa, e tem que deixar, de ser a sua medida, e o valor de troca deixa também de ser a medida do valor de uso. O trabalho excedente da massa deixou de ser condição para o desenvolvimento da riqueza social, assim como o não trabalho de poucos deixou de ser a condição do desenvolvimento dos poderes gerais do intelecto humano. Por essa razão se desmorona a produção baseada no valor de troca, e o processo de produção material imediato perde também a forma da miséria e do antagonismo. Ocorre então o livre desenvolvimento da individualidade. (...) O capital é uma contradição em processo, pelo fato de que tende a reduzir o tempo de trabalho ao mínimo, enquanto, por outro lado, põe o tempo de trabalho como única medida e fonte da riqueza. (...) As forças produtivas e as relações – simples faces diferentes do desenvolvimento do individuo social – aparecem ao capital unicamente como meios para produzir a partir de sua base limitada. Mas, de fato, são estas condições materiais que fazem explodir esta base. | ” |

Dessa forma, diz ele, é a própria sociedade capitalista que, em seu livre desenvolvimento (sua busca incessante de lucros), cria novas bases que tornam a estreita base anterior (capitalista) obsoleta, fazendo do comunismo uma necessidade, uma vez que o desenvolvimento da maquinaria torna cada vez mais impossível medir os produtos pelo trabalho humano (medição que é o fundamento material da mais-valia e do capital propriamente dito), momento em que o intelecto humano passa a ser o fator principal da produção, ao mesmo tempo que o desemprego (devido a máquinas que, cada vez menos, utilizam trabalho humano) converte as forças produtivas do capital em forças destrutivas para a maioria da humanidade, que por sua vez se encontra numa condição em que luta necessariamente contra o capital (contra a propriedade privada e o Estado). E, como os produtos do intelecto humano não podem ser comparados entre si e quantificados a não ser de maneira arbitrária, torna-se necessário uma sociedade organizada segundo a máxima: "de cada um conforme suas possibilidades, para cada um de acordo com suas necessidades."

## Críticas
O conceito anarquista e comunista de livre associação é, muitas vezes, considerado utópico ou abstrato demais para nortear uma prática transformadora da sociedade. Ele estaria no plano dos sonhos. No entanto, é valorizado por tendências atuais, como o movimento do software livre, como um princípio básico nas relações entre desenvolvedores de softwares não proprietários.
Outros contra-argumentam que a livre associação não é uma utopia, e menos ainda um sonho, mas uma exigência emancipatória que surge necessariamente da própria condição material que constitui o proletariado (ou seja, a "privação de propriedade" e a constante "luta social" contra a submissão e exploração que essa privação acarreta, e que o coloca contra o Estado e o capital). Porém, as tendências que advogam uma fase de transição (principalmente a social-democracia e o leninismo) adiam-na para um futuro mais ou menos longínquo, ficando ela, assim, cada vez mais em segundo plano diante da tarefa de estabelecer uma fase de transição. E, como o proletariado não pode ter interesse em que sua própria emancipação seja adiada para um futuro indefinido, a busca de uma "fase de transição" é necessariamente uma tarefa que é assumida não pelo proletariado autônomo, mas por uma vanguarda intelectual ou por políticos profissionais.
Isso culmina no stalinismo (por exemplo, os países chamados de socialistas, como Cuba, União Soviética, República Popular da China) e nos atuais partidos sociais-democratas, nos quais o conceito de livre associação foi praticamente abandonado. Já as tendências atuais derivadas do anarquismo e do comunismo de conselhos entendem a livre associação como a base prática fundamental de transformação da sociedade em todos os níveis, desde o nível cotidiano (busca de um relacionamento interpessoal libertário, crítica da família, do consumismo, crítica do comportamento conformista e obediente) até o nível da sociedade mundial como um todo (luta contra o Estado e contra a classe dominante em todos os países, pela destruição das fronteiras nacionais, apoio à luta auto-organizada dos oprimidos, aos ataques à propriedade, apoio às greves selvagens e à luta autônoma dos trabalhadores e desempregados).

## Literatura
Como os anarquistas, os comunistas de conselhos (principalmente os situacionistas) e outros comunistas autônomos consideram a livre associação como uma tarefa imediata para instauração e manutenção do comunismo, muitos deles se preocuparam em pensar o seu funcionamento, ao contrário dos leninistas e sociais-democratas, que são mais preocupados com a "fase de transição".
Lista de obras mais importantes:
- A Humanisfera - Utopia Anárquica (L'Humanisphère - Utopie Anarchique, 1857), do comunista libertário Joseph Déjacque. Texto na íntegra, em francês:  e texto resumido (trechos), em português
- Notícias de Lugar Nenhum (1890), de William Morris.
- A Conquista do Pão (1892), de Piotr Kropotkin. Texto na íntegra, em português: .
- Nova Babilônia (1959-74), de Constant Nieuwenhuys. Texto na íntegra, em português:  e em inglês: .
- Um Mundo sem Dinheiro: O comunismo (1975-76), do grupo francês "Os Amigos dos 4 Milhões de Jovens Trabalhadores". Texto na íntegra, em português .
- Bolo'bolo (1983), de P.M. Texto na íntegra, em português: .
- A tênue linha vermelha: socialismo não-mercantil no século XX (1987), por John Crump, oferece uma exposição das ideias de diversas correntes que consideram importante a livre associação. Texto em inglês: